# Peugeot Typ 159

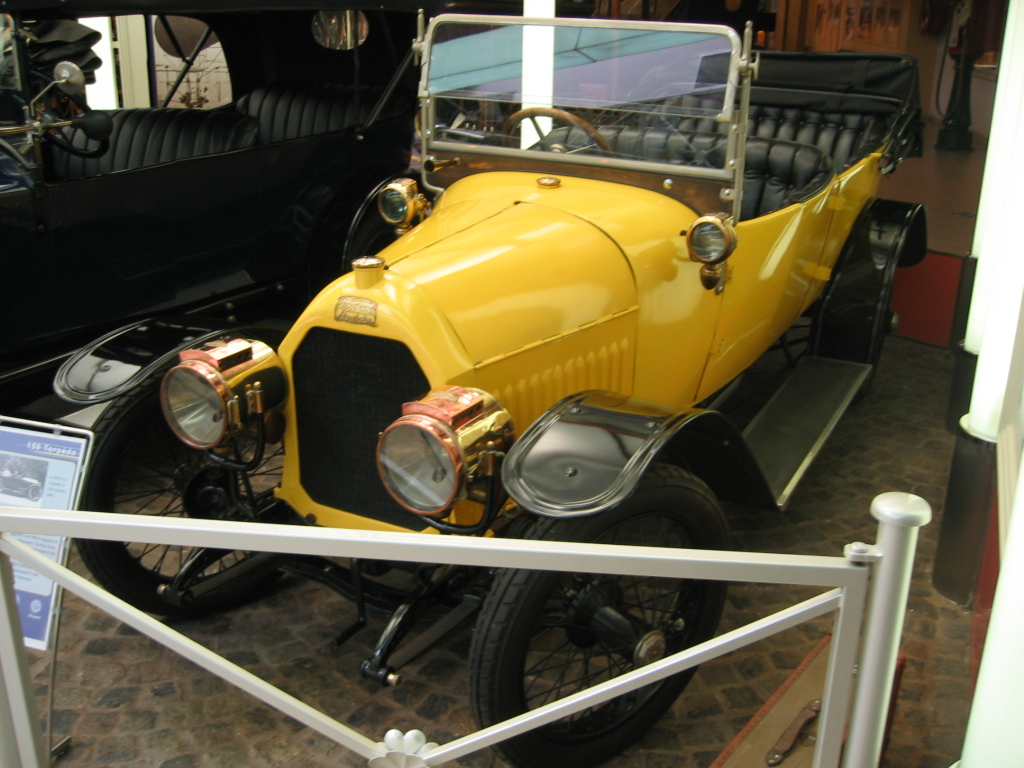
Peugeot Typ 159 im Peugeot-Museum Sochaux

Der Peugeot Typ 159 ist ein Automodell des französischen Automobilherstellers Peugeot, von dem von 1919 bis 1920 im Werk Beaulieu 502 Exemplare produziert wurden.
Die Fahrzeuge besaßen einen Vierzylinder-Viertaktmotor mit 1452 cm³ Hubraum, der vorne angeordnet war und über Kardan die Hinterräder antrieb.
Bei einem Radstand von 264 cm betrug die Spurbreite 117 cm. Die Karosserieformen Torpedo und Coupé-Limousine boten Platz für vier Personen, der Sportwagen für zwei Personen.